# Abayudaya
 (juillet 2016).

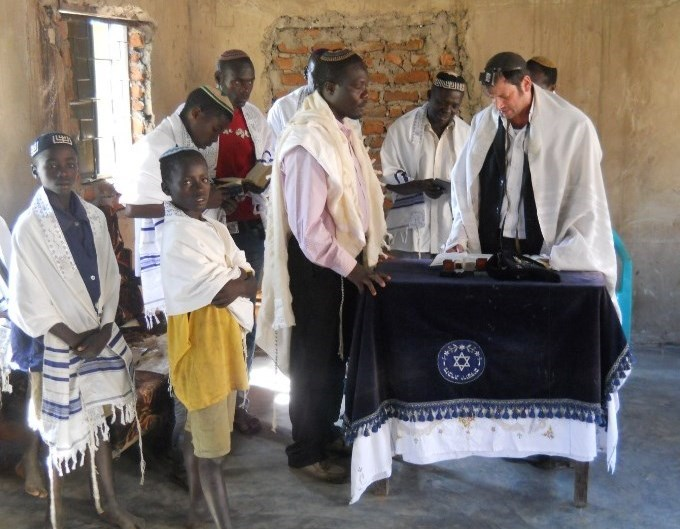
Rabbins locaux et étrangers dans une synagogue de Putti, près de Mbale, en Ouganda.

Les Abayudaya (Abayudaya est un terme de la langue Luganda qui signifie « Peuple de Juda », ou Enfants d'Israël) forment une communauté Baganda de l'est de l'Ouganda, près de la ville de Mbale, qui pratique le judaïsme. Ses membres respectent le cacherout et observent le chabbat. Ils vivent dans plusieurs villages. La plupart se reconnaissent dans le judaïsme réformé ou dans le judaïsme reconstructionniste. Cependant, les villageois de Putti suivent une pratique orthodoxe issue du judaïsme rabbinique.
Leur nombre est d'environ 2 000 ; ils étaient environ 3 000 avant les persécutions perpétrées par le régime d'Idi Amin Dada qui firent descendre leur nombre aux alentours de 300. À l'instar de leurs voisins, ils pratiquent l'agriculture de subsistance. Beaucoup des Abayudaya sont d'origine Gweré, mais quelques-uns, venant de Namutumba, sont d'origine Soga. Ils parlent le luganda, le soga ou le gwere et certains ont aussi appris l'hébreu.

## Histoire
Le groupe doit son origine au leader militaire Muganda Semei Kakungulu. À l'origine, Kakungulu a été converti au christianisme par des missionnaires britanniques vers 1880. Il croyait que les Britanniques lui permettraient d'être roi des territoires de Bukedi et Bugisu, qu'il avait conquis dans une bataille pour eux. Cependant, lorsque les Britanniques ont limité son territoire à une taille considérablement plus petite et ont refusé de le reconnaître comme roi comme ils l'avaient promis, Kakungulu a commencé à s'éloigner d'eux. En 1913, il est devenu membre de la secte Bamalaki, qui suivait un système de croyances combinant des éléments du judaïsme, du christianisme et de la science chrétienne, notamment le refus d'utiliser la médecine occidentale (basé sur quelques phrases tirées de l'Ancien Testament). Cela a conduit à un conflit avec les Britanniques lorsque les Bamalaki ont refusé de vacciner leur bétail. Cependant, après une étude plus approfondie de la Bible, Kakungulu en est venu à croire que les coutumes et les lois décrites dans les cinq livres de Moïse (la Torah) étaient vraiment vraies. Lorsqu'en 1919, Kakungulu a insisté pour la circoncision comme prescrit dans la Bible hébraïque, les Bamalaki ont refusé et lui ont dit que s'il pratiquait la circoncision, il serait comme les Juifs. Kakungulu a répondu : "Alors, je suis Juif !" Il a circoncis ses fils et lui-même et a déclaré que sa communauté était juive. Selon Henry Lubega, "il s'est enfui au pied du mont Elgon et s'est installé dans un endroit appelé Gangama où il a fondé une secte séparatiste connue sous le nom de Kibina Kya Bayudaya Abesiga Katonda (la communauté des Juifs qui ont confiance en le Seigneur)". Les Britanniques ont été furieux de cette action et ils ont effectivement rompu tous les liens avec lui et ses adeptes.
L'arrivée d'un Juif étranger connu sous le nom de "Yosef", vraisemblablement d'origine ashkénaze, en 1920 a beaucoup contribué à l'acquisition de connaissances de la communauté sur les saisons où ont lieu les fêtes juives, telles que Pessa'h, Chavouot, Roch Hachana, Yom Kippour et Souccot. Une source de la communauté Abayudaya confirme que le premier Juif à visiter la communauté était Yosef, qui est resté avec et a enseigné à la communauté pendant environ six mois, et semble avoir introduit le calendrier juif à la communauté Abayudaya.
De plus, les lois concernant la cacherout ont été introduites pour la première fois dans la communauté par Yosef. La communauté continue de pratiquer la cacherout aujourd'hui. Les enseignements de Yosef ont influencé Semei Kakungulu à établir une école qui agissait comme une sorte de Yeshiva, dans le but de transmettre et d'enseigner les compétences et les connaissances d'abord obtenues de Yosef.
Après la mort de Kakungulu du tétanos en 1928, Samson Mugombe Israeli, l'un de ses disciples, est devenu le chef spirituel de la communauté, qui s'est isolée pour se protéger.
En 1962, Arye Oded, un Israélien étudiant à l'Université Makerere, a rendu visite aux Abayudaya et a rencontré Samson Mugombe. C'était la première fois que les Abayudaya rencontraient un Israélien et la première fois que la communauté rencontrait un Juif étranger depuis Yosef. Oded a eu de longues entrevues avec Mugombe et d'autres leaders et leur a expliqué comment les Juifs en Israël pratiquaient le judaïsme. Oded a ensuite écrit un livre ("Religion et politique en Ouganda") et de nombreux articles sur la communauté et leurs coutumes qui les ont présentés à la communauté juive mondiale.
Cependant, dans les années 1970, ils ont été persécutés par Idi Amin, qui a interdit les rituels juifs et détruit les synagogues. Certains membres de la communauté Abayudaya se sont convertis soit au christianisme, soit à l'islam face à la persécution religieuse. Un groupe central d'environ 300 membres est cependant resté attaché au judaïsme, adorant secrètement et craignant d'être découverts par leurs voisins et signalés aux autorités. Ce groupe s'est ensuite appelé "She'erit Yisrael" - le reste d'Israël - signifiant les Juifs (ougandais) survivants.
La communauté a connu un renouveau dans les années 1980. Environ 400 membres de la communauté Abayudaya ont été formellement convertis par cinq rabbins de la branche conservatrice du judaïsme en février 2002. Dans les années 1990, ils étaient liés à une congrégation juive messianique (chrétienne) dirigée par David Finkelstein.

## Aujourd'hui
À partir de 2017, la communauté vit près de la nouvelle synagogue Stern sur la colline de Nabugoye, à l'extérieur de Mbale, ainsi que de la synagogue voisine dans le village de Namanyonyi, et d'autres vivent à Nasenyi, Nalubembe, Buseta, Nangolo et la seule communauté orthodoxe, Putti, toutes situées dans le district de Pallisa. Un huitième village, Namutumba, avec une synagogue, se trouve dans le village de Magada, à environ 70 km au sud. Enfin, un neuvième village, Apac, se trouve bien au nord de Mbale. Un recensement a été mené en 2015 par les membres des villages, montrant une population totale de 1067. La répartition par village est la suivante :
| Recensement Abayudaya (2015) | Recensement Abayudaya (2015) |
| ---------------------------- | ---------------------------- |
| Namutumba                    | 244                          |
| Namanyonyi                   | 200                          |
| Apac                         | 177                          |
| Nabugoye                     | 132                          |
| Nasenyi                      | 96                           |
| Putti                        | 77                           |
| Nalubembe                    | 65                           |
| Buseta                       | 50                           |
| Nangolo                      | 26                           |
| Total                        | 1067                         |

Namutumba, le plus grand village, est une communauté juive prospère d'environ 244 membres avec une synagogue active. La communauté a construit une école primaire interconfessionnelle - Tikkun Olam Primary School (TOPS) - au service de sa communauté, dispose d'un leadership jeune actif dans le développement économique et cherche à améliorer la vie de tous ses membres. Yoash Mayende est le directeur de TOPS, un campus entièrement solaire. Le rabbin (Levi) Shadrach Mugoya est leur chef spirituel actuel. Le rabbin aîné Eri a nommé Shadrach comme son successeur, "un grand honneur et une grande responsabilité". Shadrach a fréquenté l'Université chrétienne d'Ouganda et a obtenu un diplôme en planification de projets et entrepreneuriat en 2013. Il a étudié dans la yeshiva du rabbin en chef Abayudaya, Gershom Sizomu. Shadrach poursuit maintenant ses études avec ALEPH (Alliance for Jewish Renewal) afin de pouvoir diriger son peuple en tant que rabbin. La Yeshiva conservatrice en Israël l'a accepté pour étudier pour l'année 2017-2018.
Gershom Sizomu, le chef spirituel des Abayudaya et le Rosh Yeshiva, était inscrit au programme de troisième cycle de cinq ans de l'École Ziegler des études rabbiniques à l'Université juive américaine à Los Angeles, en Californie, où il a étudié l'hébreu, la littérature rabbinique, la Bible, la philosophie juive et d'autres sujets. À la fin de ce programme, Sizomu a reçu son ordination de rabbin sous les auspices du mouvement conservateur le 19 mai 2008, et est retourné en Ouganda pour diriger sa communauté juive. Il est le premier rabbin noir né en Afrique subsaharienne. Il est également le premier grand rabbin d'Ouganda. En février 2016, il a été élu député en Ouganda représentant Bungokho Nord à l'extérieur de Mbale.
Une nouvelle synagogue, la synagogue Stern, nommée d'après Ralph et Sue Stern, des Juifs américains qui ont contribué 100 000 dollars, a maintenant remplacé la petite synagogue Moses sur la colline de Nabugoye à partir de 2017. D'autres donateurs clés sont Eyal, Yael, Leya et Aely Aronoff. Julius et Ray Charlstein Foundation. Naty et Debbie Saidoff. La synagogue est, selon le rabbin Sizomu, la plus grande d'Afrique subsaharienne.
Un autre développement est la possible reconnaissance des Abayudaya de Putti par Israël et le monde juif orthodoxe, grâce aux efforts du rabbin Shlomo Riskin, premier grand rabbin d'Efrat et chancelier de l'institut Ohr Torah Stone, en coordination avec l'organisation d'aide au village de Putti (PVAO). Ce plan a subi un revers en 2018 lorsque le ministère de l'Intérieur d'Israël a statué que les Abayudaya de Putti n'étaient pas une communauté juive reconnue et que leur conversion n'était "pas reconnue aux fins d'obtenir un statut en Israël". La communauté est dirigée par un conseil élu, actuellement présidé par Tarphon Kamya. Le village de Putti reçoit un soutien extérieur de PVAO.
Outre les cinq synagogues, des écoles juives ont été établies avec l'aide extérieure de particuliers et d'organisations où des matières séculaires et juives sont enseignées. Contrairement à de nombreuses écoles dirigées par des chrétiens, l'apprentissage de l'hébreu et du judaïsme est simplement facultatif pour les étudiants non juifs. Des étudiants chrétiens, musulmans et juifs fréquentent ces écoles. Des bourses accordées par des sources extérieures ont permis à certains étudiants de fréquenter des universités également. Les institutions communautaires existantes sont les suivantes :
- L'école primaire Hadassah située entre Nabugoye et Namanyonyi
- Le lycée Semei Kakungulu (colline de Nabugoye)
- L'école primaire Tikkun Olam (Namutumba)
- Une yeshiva (colline de Nabugoye) dont la construction est financée par une subvention du programme Tikun Olam de la United Synagogue Youth
- Un nouvel hôpital juif (Kampala), le Galilee Community General Hospital
- Une nouvelle synagogue juive orthodoxe située en plein centre de Kampala
- Le Centre médical Tobin situé à Mbale, financé par Be'chol Lashon.